# Dictenophiura caledonica
Dictenophiura caledonica är en ormstjärneart som först beskrevs av Jean Baptiste François René Koehler 1907.  Dictenophiura caledonica ingår i släktet Dictenophiura och familjen fransormstjärnor. Inga underarter finns listade i Catalogue of Life.